# 매튜 가렛
매튜 가렛(영어: Matthew Garrett)은 아일랜드의 기술자, 프로그래머 및 자유 소프트웨어 활동가이다. 리눅스, 그놈, 데비안, 우분투 및 레드햇 등의 자유 소프트웨어 프로젝트의 주요 기여자로, 보안 부팅, UEFI 및 리눅스 커널에 대한 작업으로 자유 소프트웨어 재단으로부터 FSF 자유 소프트웨어 상을 받았다.

## 삶과 경력
매튜 가렛은 아일랜드 골웨이에서 태어났다. 케임브리지 대학교에서 유전학 박사 학위를 받았으며,. 노랑초파리의 유전학에 관한 여러 논문을 썼다.
가렛은 그놈과 데비안 리눅스 프로젝트의 기여자이자 우분투의 초기 기여자로, 우분투 기술 위원회의 초기 구성원이었으며 캐노니컬에서 계약직으로 근무하고 이후 레드햇에서 근무했다.
캐노니컬과  레드햇에서 가렛은 리눅스의 전원 관리 분야를 담당했다. 레드햇에 있는 동안 가렛은 보안부팅을 지원하는 하드웨어에서 사용자가 선택한 운영 체제를 실행할 수 있도록 리눅스 커널의  보안부팅, UEFI과 관련된 문제를 해결했으며, 이로 인해 2013 FSF 자유 소프트웨어상을 수상하게 되었다.
가렛은 클라우드 컴퓨팅 플랫폼 회사인 CoreOS에서 근무했으며 언론에서 클라우드 컴퓨팅의 전문가로 인용되었다. 2017년부터 2021년까지 구글에서 근무했으며 현재는 오로라 이노베이션에 근무하고 있다.
2023년 1월 9일에 가렛은 데비안 기술위원회 위원으로 선정되었다.

## 옹호
가렛은 소프트웨어 자유와 리눅스 커널의 GNU 일반 공중 허가서 (GPL) 준수를 강력하게 옹호해 왔다. 예를 들어 가렛은 리눅스 커널을 사용한 태블릿인 Fusion Garage의 소스 코드 비공개에 대해 GPL 위반으로 미국 관세청에 신고했다.
2021년 3월, 이전에 자유 소프트웨어 재단 이사였던 가렛은 자유 소프트웨어 재단 전체 이사회의 사퇴와 리처드 스톨먼을 자유 소프트웨어 재단 내 모든 직위에서 해임할 것을 요구하는 공개 서한에 서명했다.